# Brugse Vesten

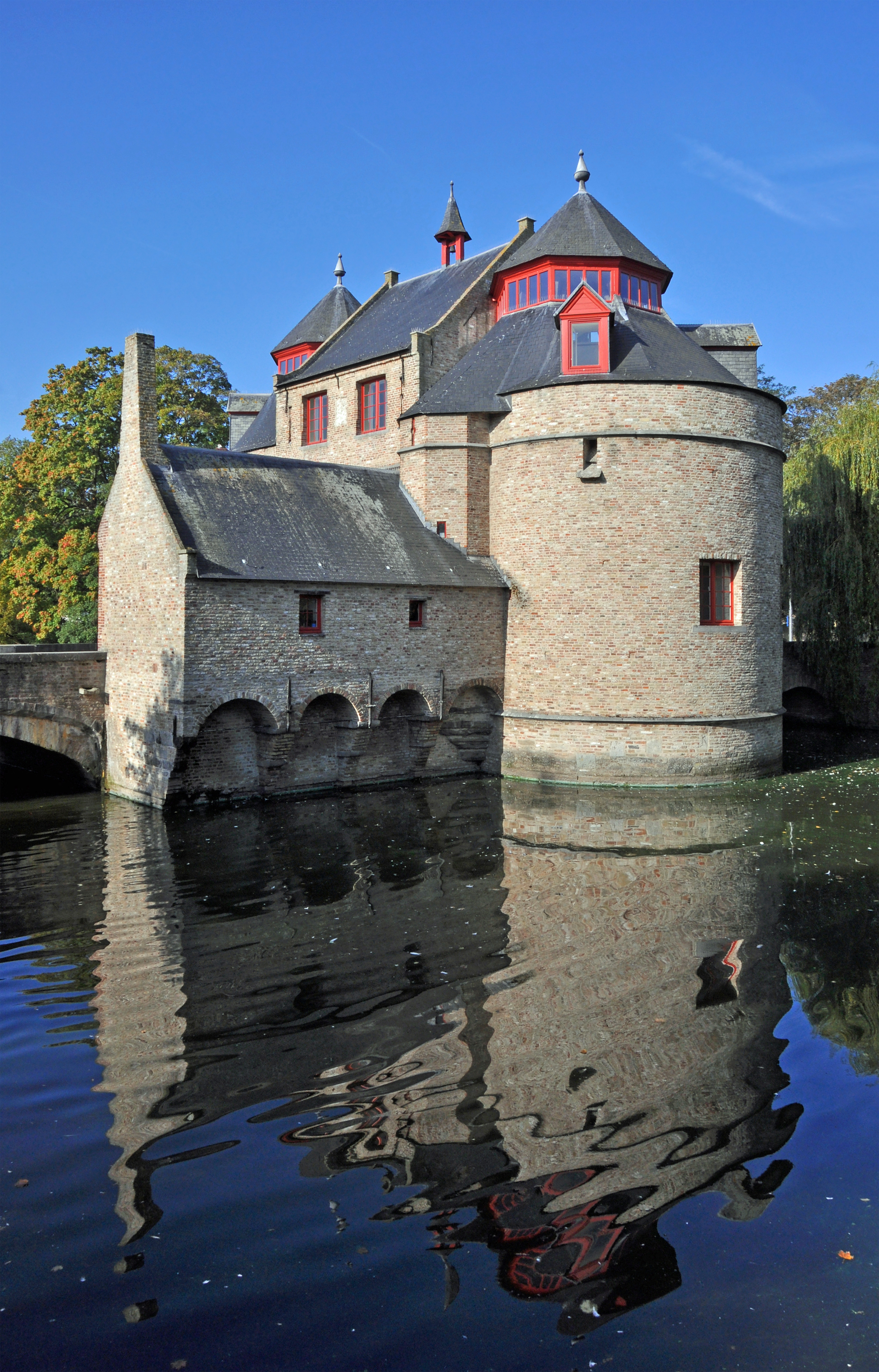
De Ezelpoort, een van de overgebleven stadspoorten

De Brugse Vesten zijn een netwerk van historische vestingwerken en omwallingen in de Belgische stad Brugge die de stad omringden als verdedigingsmechanisme. De vesten zijn een deel van het culturele erfgoed van Brugge en vormen een geliefd park en wandelgebied. Bepaalde delen zijn bewaard: de grachten, stadsmuren en poorten.

## Geschiedenis
In de 13e eeuw vinden we de oorsprong van de vesten, toen Brugge zich ontwikkelde tot een handelscentrum in Europa. Oorspronkelijk werd de stad omringd door een houten omheining. Naarmate de stad groeide, werden de eerste stenen muren gebouwd voor de verdediging tegen invallen.

### Middeleeuwen
Brugge begon in de 13e eeuw met de bouw van zijn eerste stadsmuren. Ten tijde van de Guldensporenslag dwong de Franse heerser de muren te slechten. Later zijn die uitgebreid tot een volledige omwalling in de 14e en 15e eeuw. De stadsmuren zijn voorzien van meerdere torens en grachten als verdedigingssystemen. De vesten hadden een strategisch belang tijdens de bloei van de stad als handelscentrum in de 14e en 15e eeuw.

### 16e - 19e eeuw
In de 16e eeuw verloor Brugge zijn militair belang door de verschuiving van handelsroutes en de afname van de politieke macht waardoor de vesten hun strategische waarde verloren. In de loop van de 18e en 19e eeuw werden grote delen van de vesten gesloopt om ruimte te maken voor stadsuitbreiding en industrie.
Tijdens de 19e eeuw werd het gebied rond de vesten heringericht en werden de grachten omgevormd tot een stadspark. Veel vestingen zijn bewaard en gerestaureerd, niettemin de afbraak door ging. In de 20e eeuw begon men het belang te erkennen en werd besloten het gebied te behouden als erfgoed.

## Geografie en beschrijving
De vesten bevinden zich rondom het stadscentrum en bestaan uit een netwerk van grachten, groenstroken en deels bewaarde stadsmuren. Het gebied is ongeveer zeven kilometer lang. De grachten rondom de vesten zijn nog in gebruik voor recreatie, boottochten en wandelroutes. De groene gebieden rondom de muren zijn aangelegd als stadspark voor zowel toeristen als lokale bewoners.
De Brugse Vesten bestaan uit verschillende gebieden: 
- Boeverievest
- Begijnenvest
- Boninvest
- Kruisvest
- Smedenvest
- Gentpoortvest

## Belangrijke locaties langs de Vesten
SmedenpoortDe Smedenpoort is een van de best bewaarde stadspoorten van Brugge en dateert uit de 14e eeuw. De poort was oorspronkelijk een van de  toegangspunten tot de stad en is een voorbeeld van middeleeuwse militaire architectuur. De poort wordt gekenmerkt door torens en verdedigingselementen.
EzelpoortDe Ezelpoort is een andere historische poort die deel uitmaakt van het vestingcomplex. Gebouwd in de 14e eeuw, diende deze poort als toegang voor handelaren en reizigers die Brugge binnenkwamen via de weg naar Gent. De poort is minder goed bewaard dan de Smedenpoort en is een belangrijke historische locatie.
KruispoortDe Kruispoort is een middeleeuwse stadspoort aan de zuidoostkant van de stad. De poort, gebouwd in de 14e eeuw, is een goed bewaard gebleven voorbeeld van de stadsmuren en fortificaties. De naam verwijst naar een kruisbeeld dat ooit boven de poort hing. Het heeft een kenmerkende, imposante toren met een poortgebouw, dat diende als toegangspoort voor reizigers en handelaren die van en naar de stad trokken.
GentpoortDe Gentpoort is een stadspoort aan de zuidwestkant. Gebouwd in de 14e eeuw, diende deze poort als toegangspoort voor de handelsroute naar Gent. Het is middeleeuwse vestingarchitectuur, met een dubbele poort en torens.
KruisvestDe Kruisvest is een historische straat die zich uitstrekt langs de vestingwerken tussen de Dampoort en Kruispoort. Langs de groene boulevard met wandelpaden en bomen liggen vier molens: de Sint-Janshuismolen, de Koeleweimolen, de Bonne-Chièremolen en de Nieuwe Papegaai. De Sint-Janshuismolen en de Koeleweimolen zijn maalvaardig.
MinnewaterHet Minnewater, ook het "Liefdesmeer" genoemd, is een pittoresk waterpartijtje omringd door een park. Het ligt net buiten het historische stadscentrum en staat bekend om zijn romantische sfeer, met wandelpaden en prachtige uitzichten. Het meer is verbonden met de stadsgrachten en wordt vaak gefotografeerd vanwege de idyllische setting, met in de achtergrond de Minnewaterbrug en het begijnhof.
Jachthaven CoupureDe Coupure is een haven langs de Coupure, een oude kanaalarm. Het is een populaire plek voor pleziervaart en wandelaars, met meerdere aanlegsteigers. De jachthaven biedt een rustige en schilderachtige omgeving, met uitzicht op historische gebouwen en het groen langs het kanaal. Om het kanaal over te steken kan de Conzettbrug gebruikt worden, een fiets- en voetgangersbrug.
PoertorenDe Poertoren is een middeleeuwse toren die deel uitmaakte van de stadsmuren aan de zuidoostkant van de stad, bij de Kruispoort. De toren diende als een verdedigingspost en waak- en signaleringstoren en is een van de best bewaarde torens met een ronde vorm. Het gebouw biedt een panoramisch uitzicht.
Koning AlbertparkHet Koning Albertpark is een stadspark bij het station en het kruispunt van de ringweg. Het is aangelegd in de 20e eeuw ter ere van koning Albert I en zijn leiderschap tijdens de Eerste Wereldoorlog. In het park bevindt zich een imposant ruiterstandbeeld van koning Albert I dat hem eert als een nationale held. Het park speelt een rol als doorgang voor wandelaars en fietsers, omdat het grenst aan de Brugse Vesten en aansluit op andere groene stadsdelen. Het is zowel een plek voor ontspanning als een historisch symbool.
’t ZandHet plein 't Zand ligt net buiten de vesten en is een van de drukste pleinen in de stad. Het was historisch gezien een marktplaats en een centrum voor handel en economische activiteit. Later was hier het eerste station van Brugge gehuisvest. Tegenwoordig is het een locatie voor evenementen en culturele activiteiten, en de verbinding met de vesten maakt het een aantrekkelijk uitgangspunt voor wandelingen.

## Toerisme en behoud
De Vesten vormen tegenwoordig een van de populairste recreatiegebieden in Brugge. Het park rond de vesten biedt een schilderachtige en rustige omgeving. De wandel- en fietspaden langs de grachten en door de parken trekken dagelijks duizenden bezoekers. Brugge heeft zich geëngageerd om de vesten als cultureel erfgoed te behouden en te restaureren. In de afgelopen decennia zijn er restauraties uitgevoerd om de historische waarde van de vesten te behouden en er worden regelmatig onderhoudswerkzaamheden uitgevoerd om het gebied toegankelijk en aantrekkelijk te houden. Daarnaast wordt er educatie en informatie aangeboden over de geschiedenis van de vesten.

## Afbeeldingen

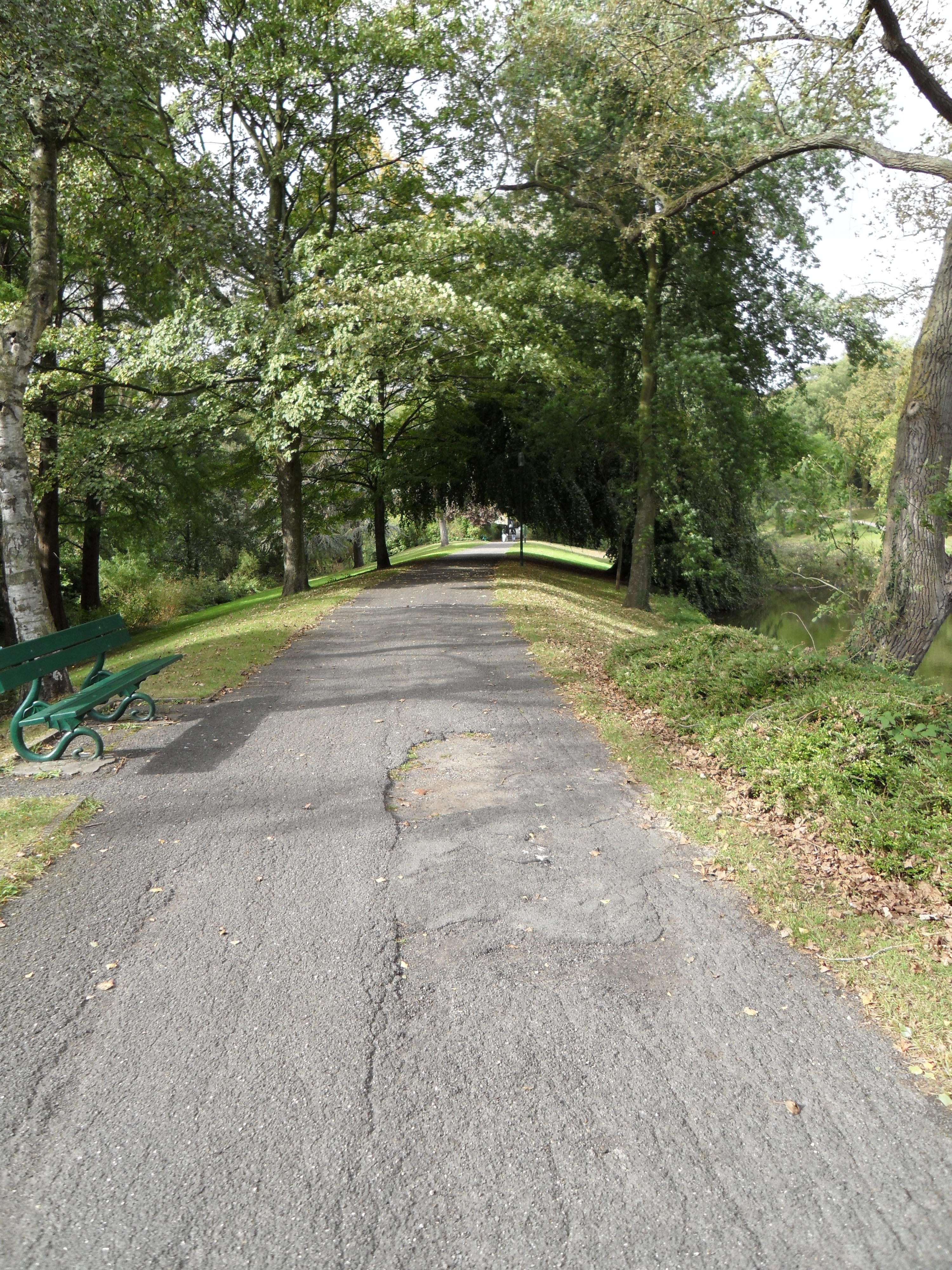
Boeverievest
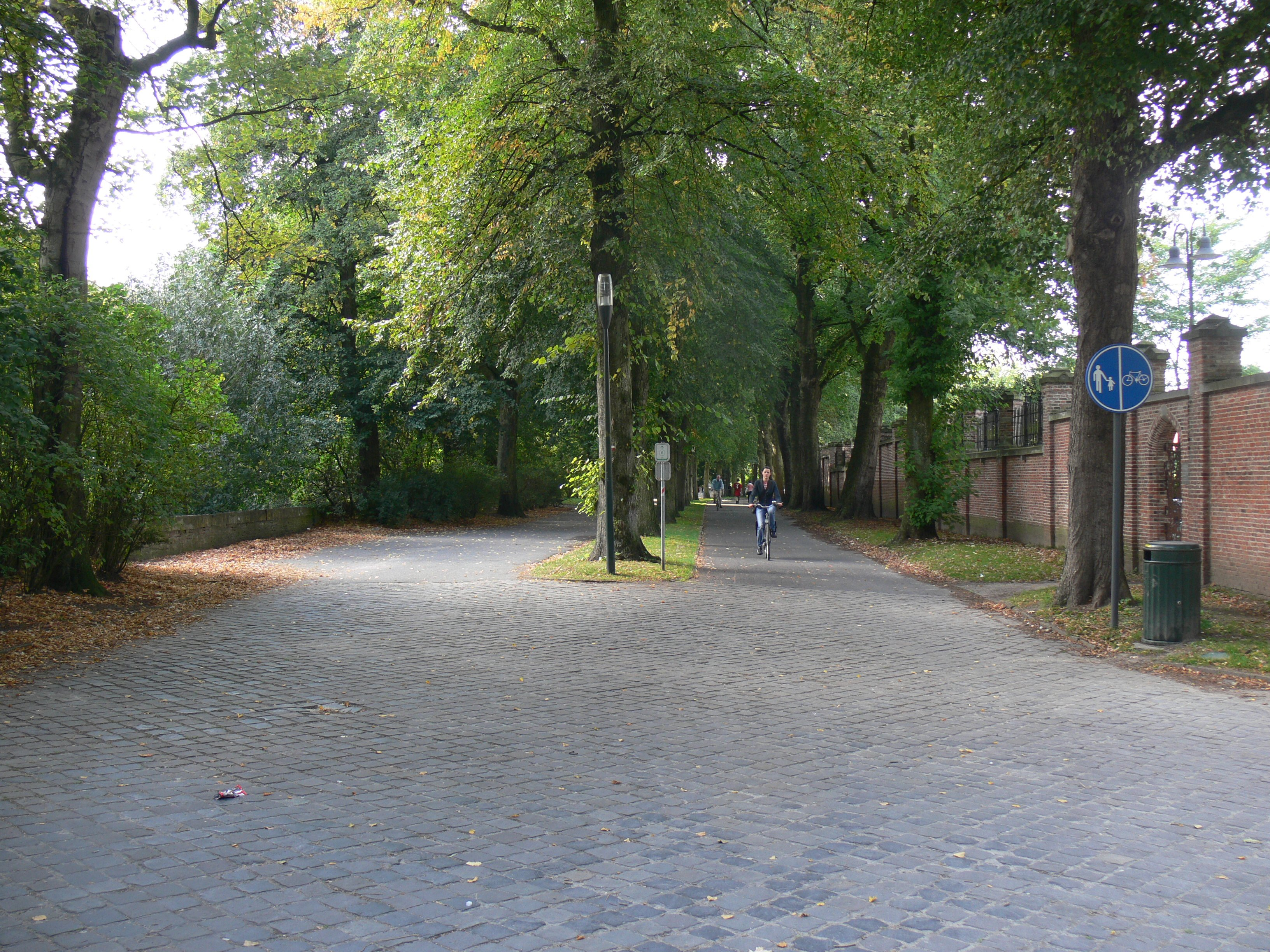
Begijnenvest
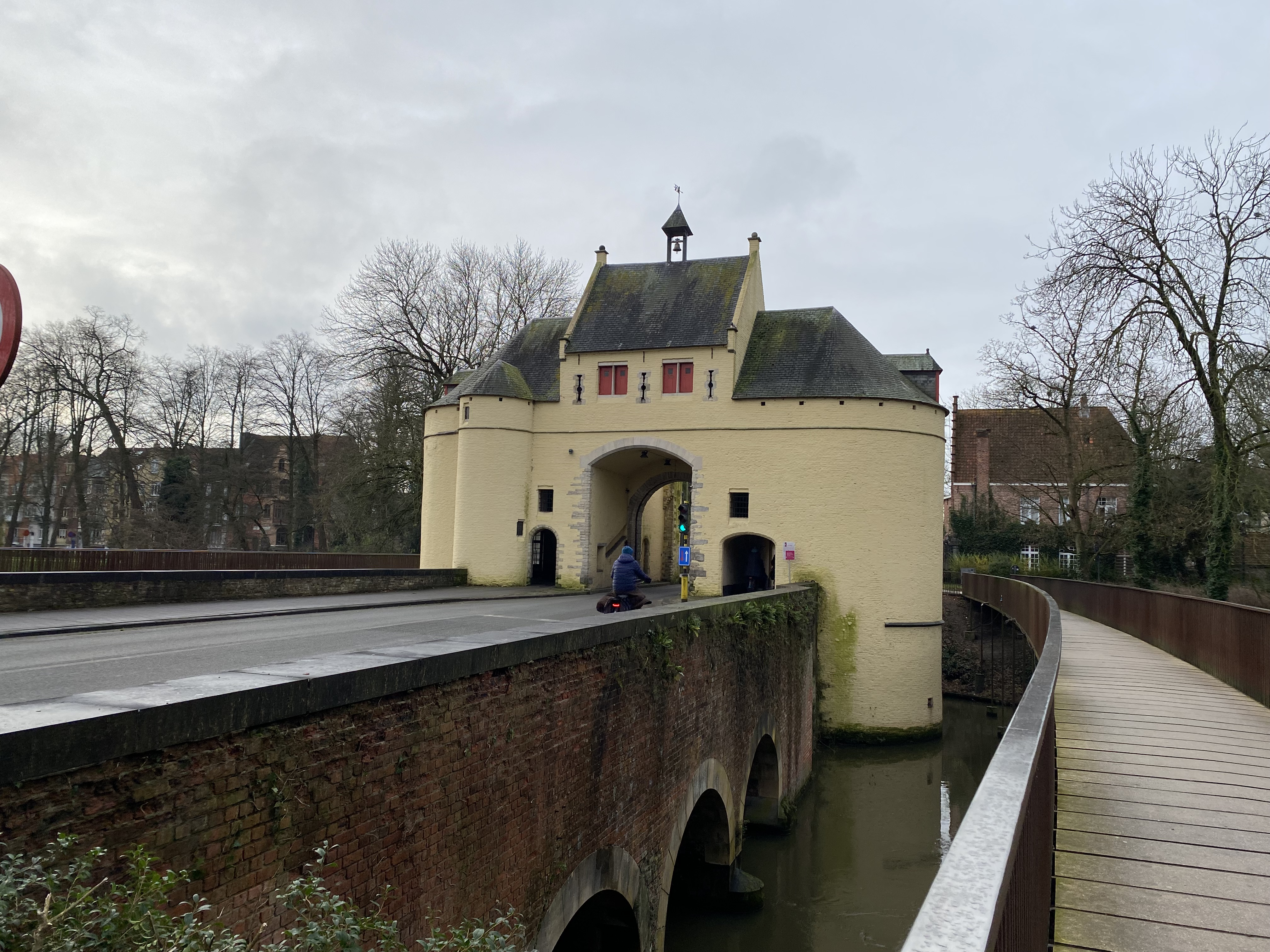
Smedenpoort
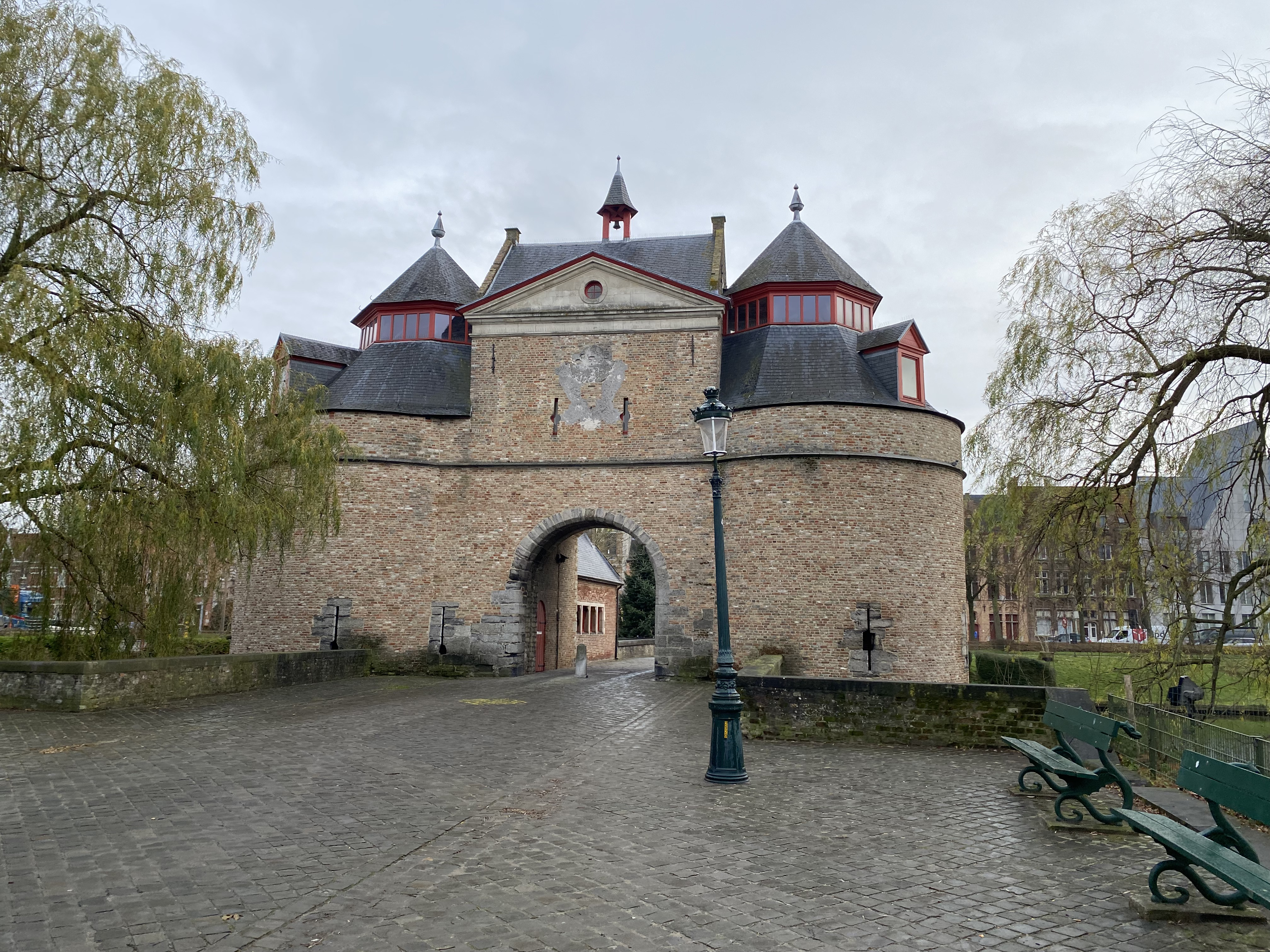
Ezelpoort
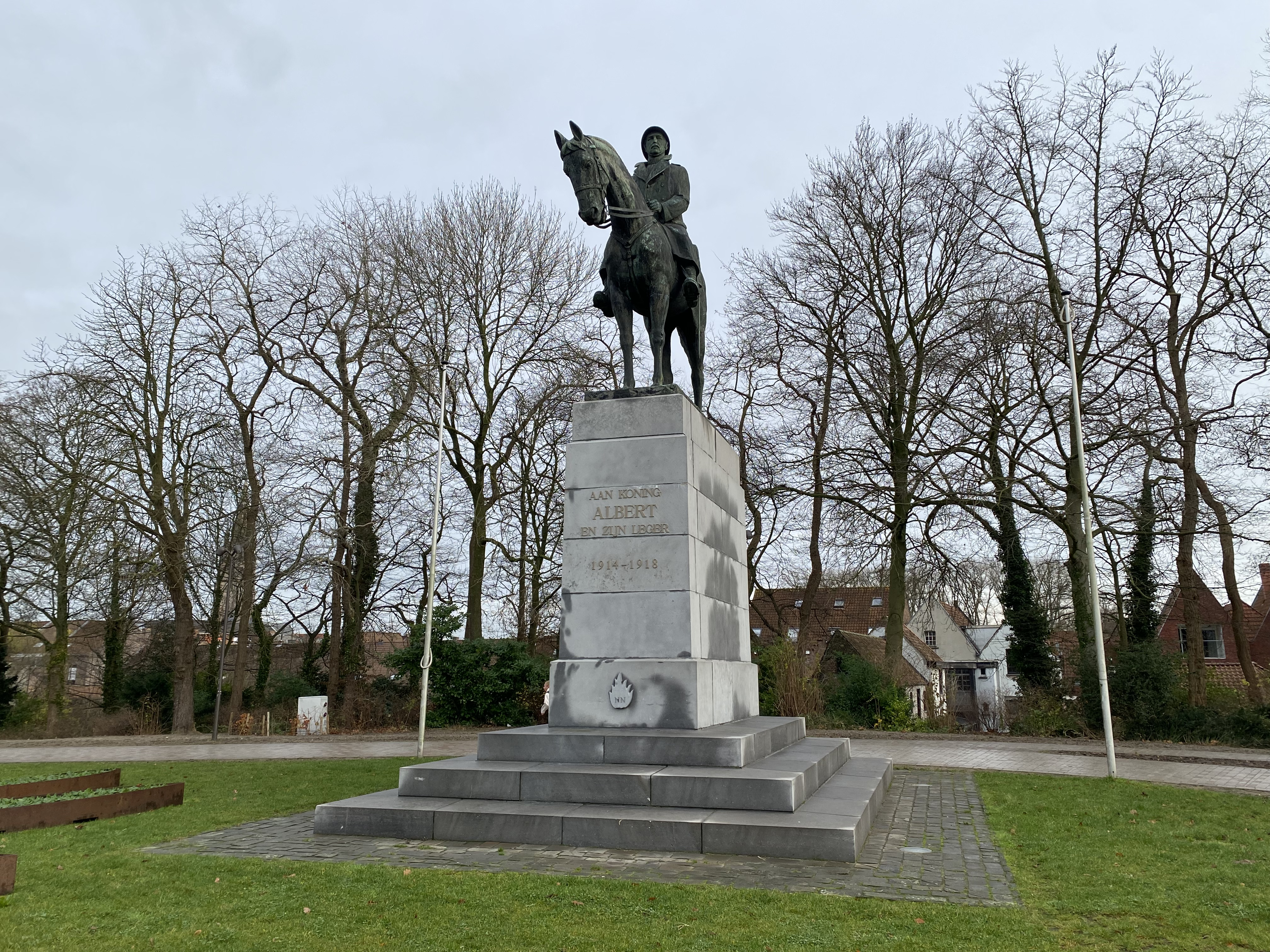
Standbeeld koning Albert I
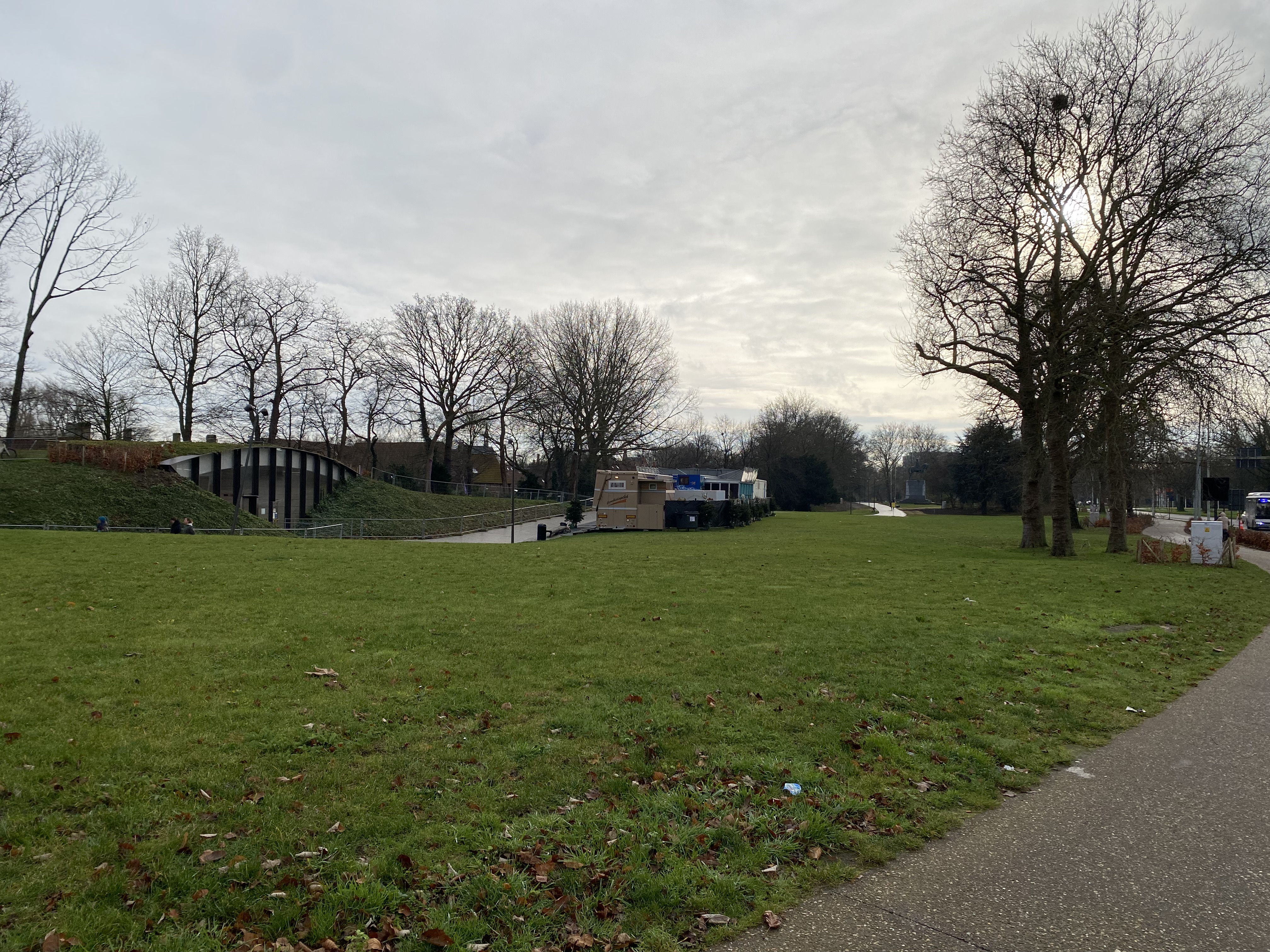
Koning Albertpark
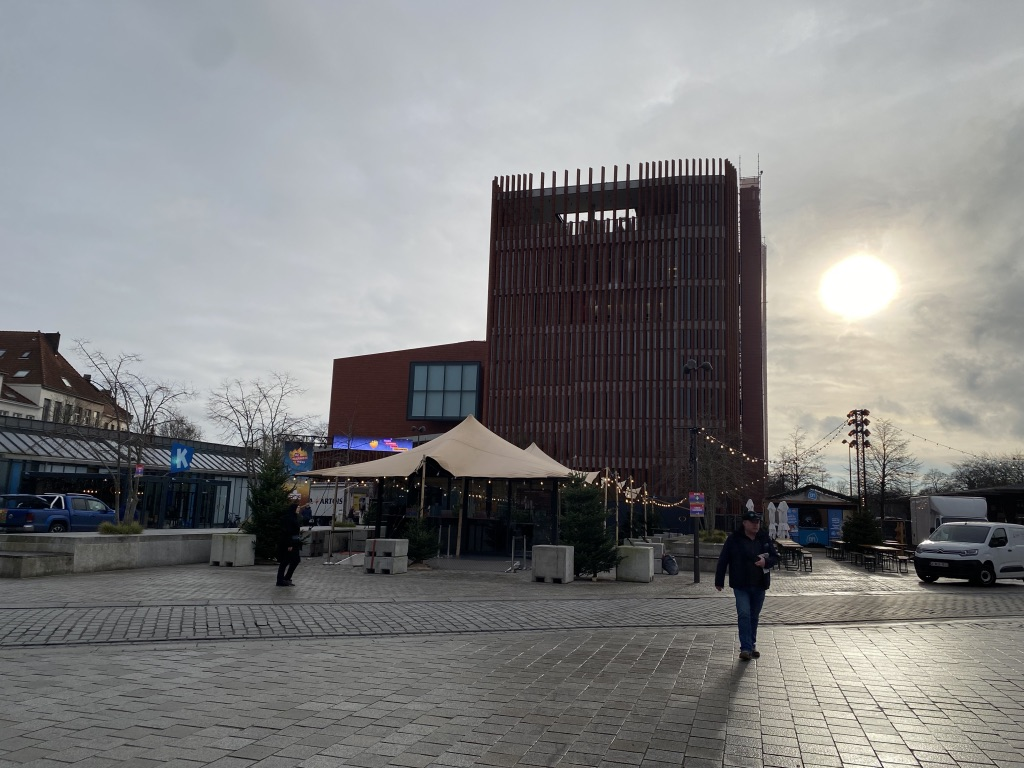
't Zand
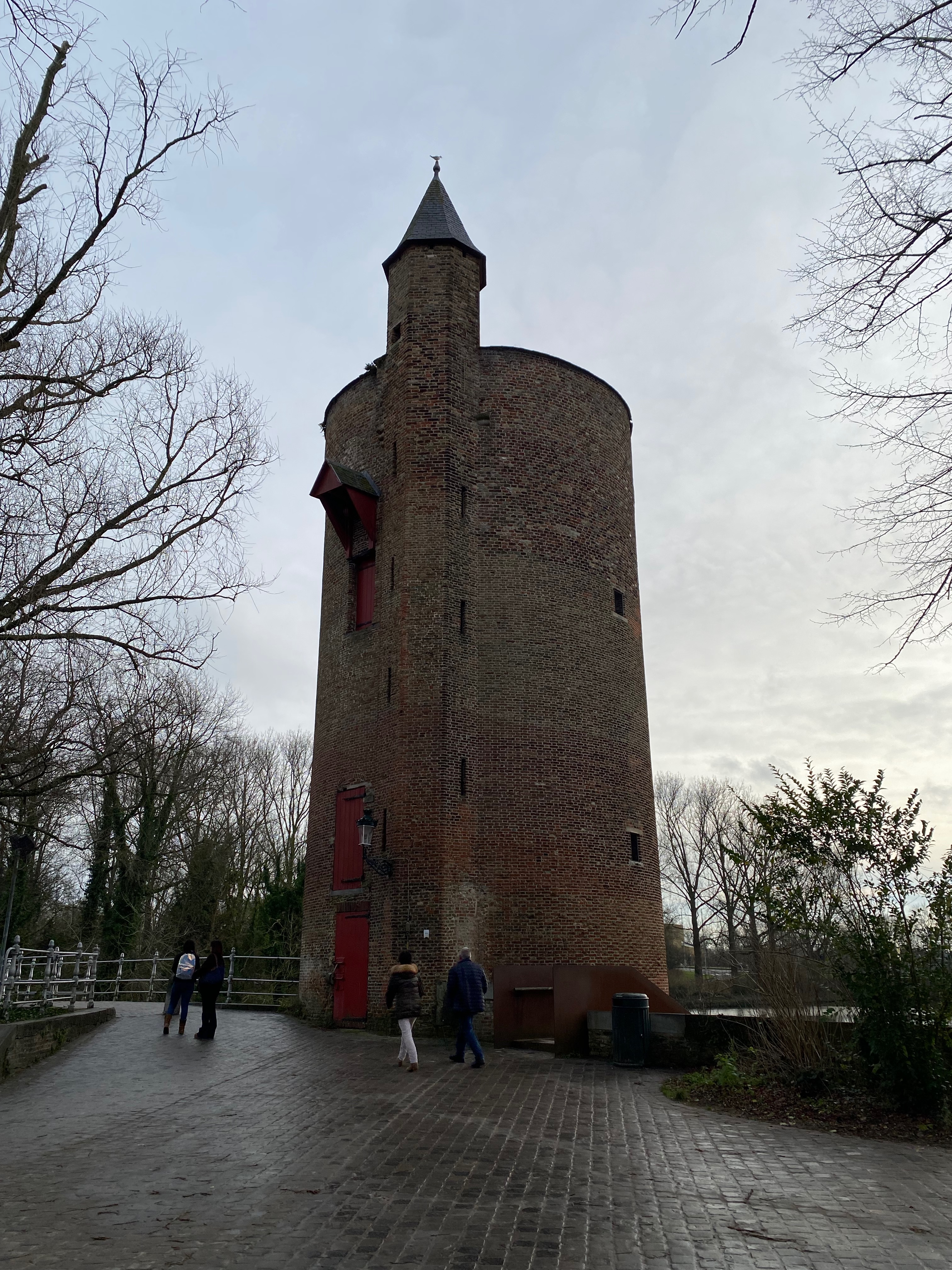
Poertoren
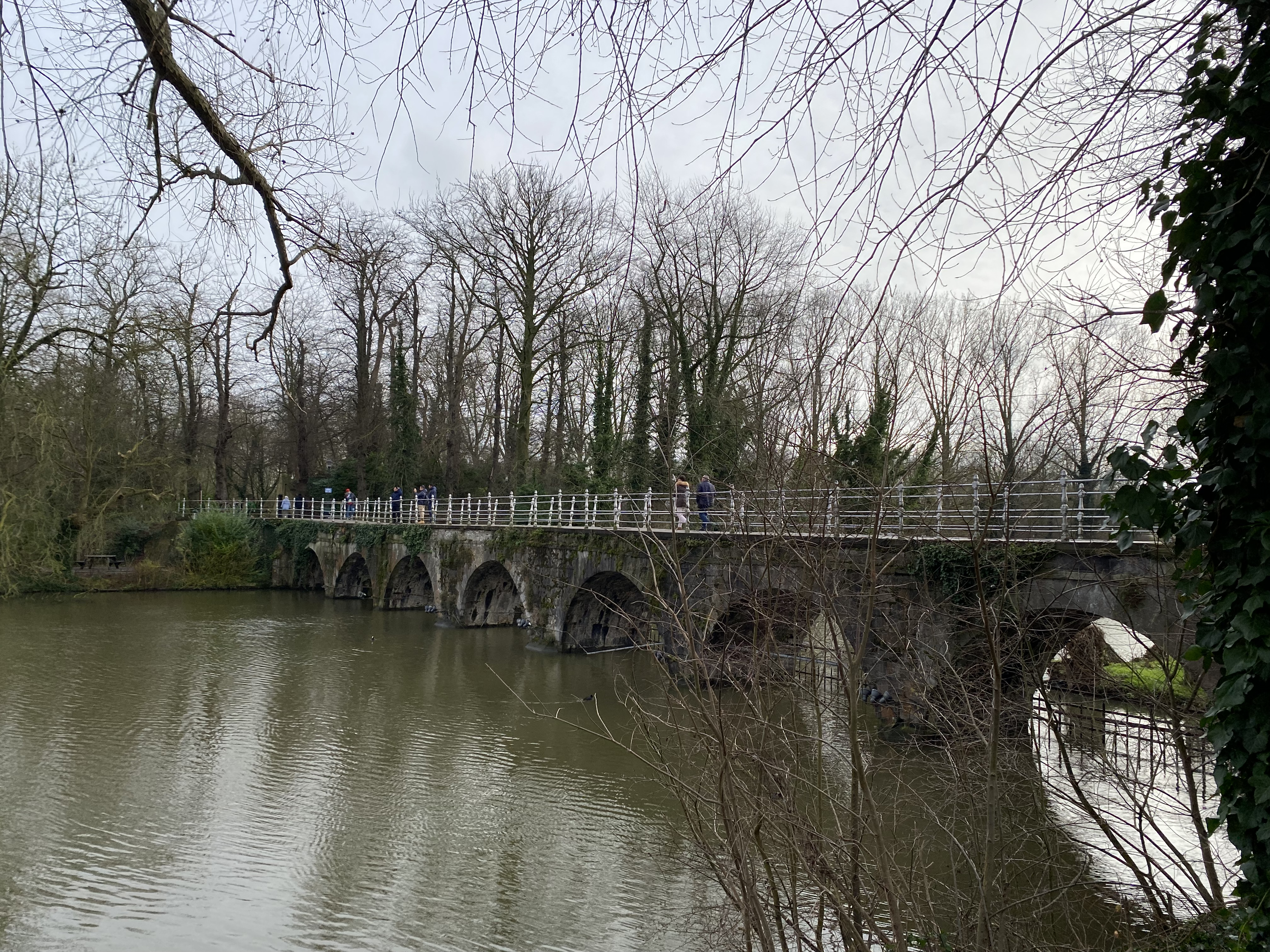
Minnewaterbrug
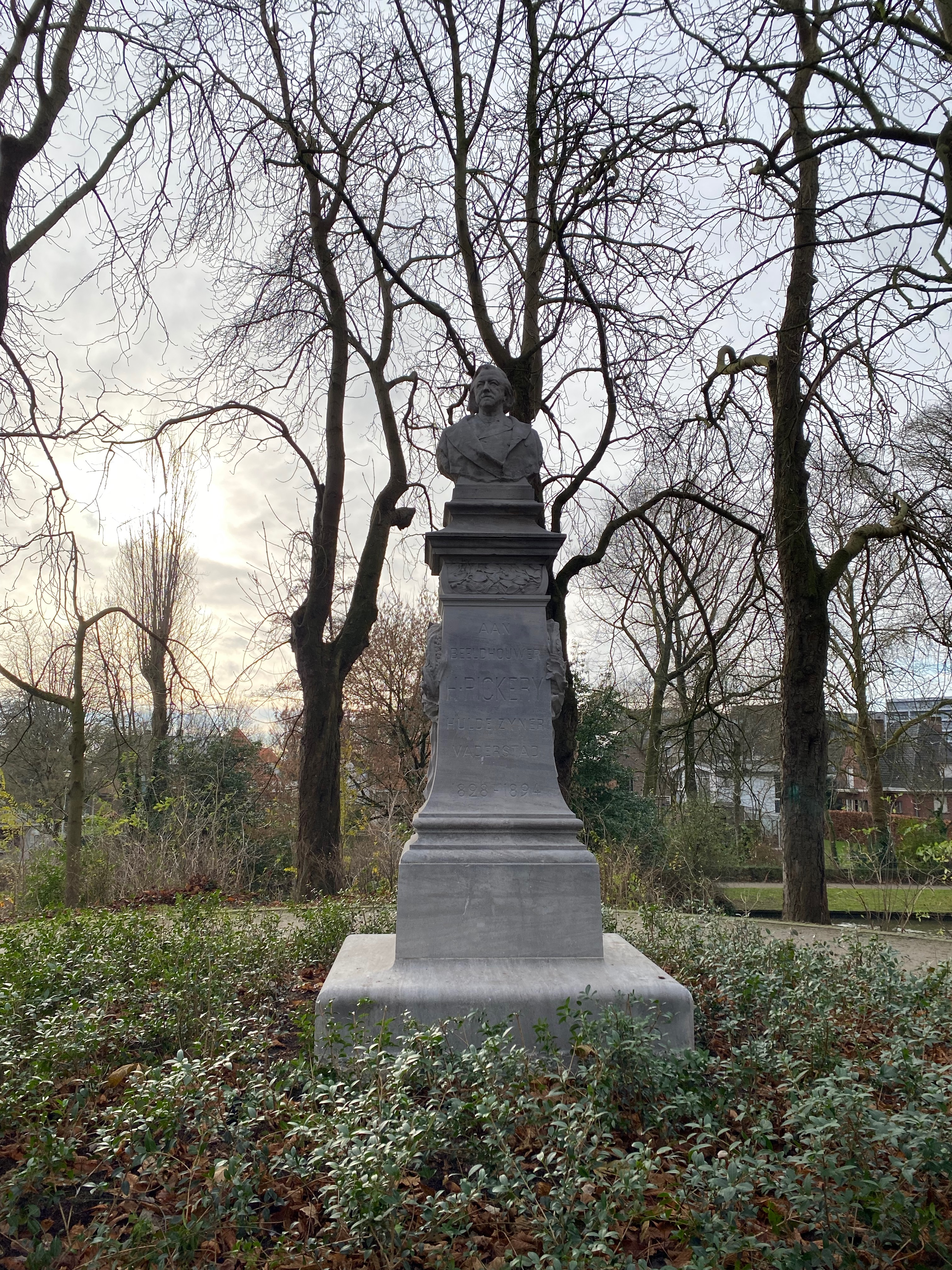
Borstbeeld Hendrik Pickery
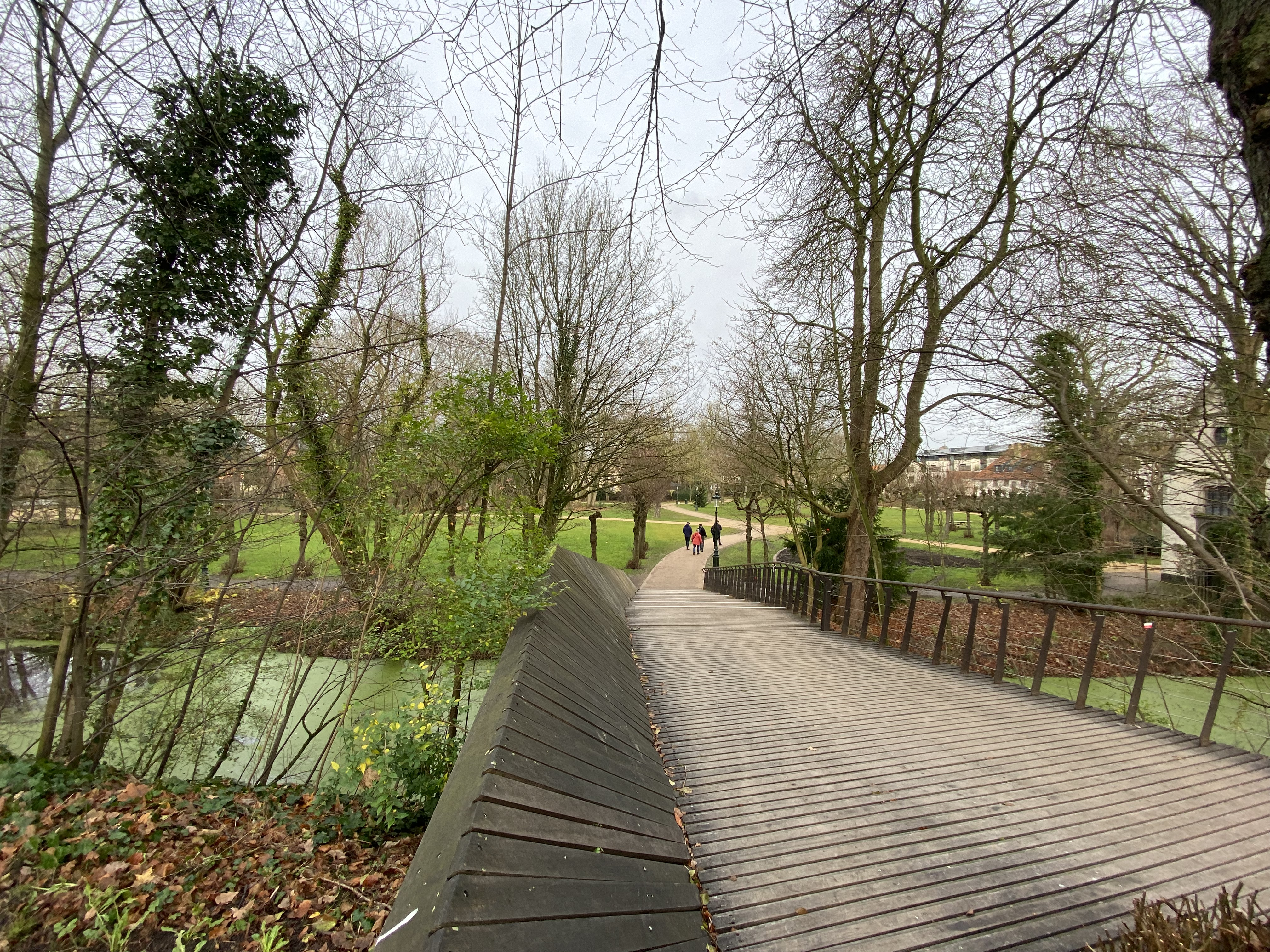
Poertorenpark
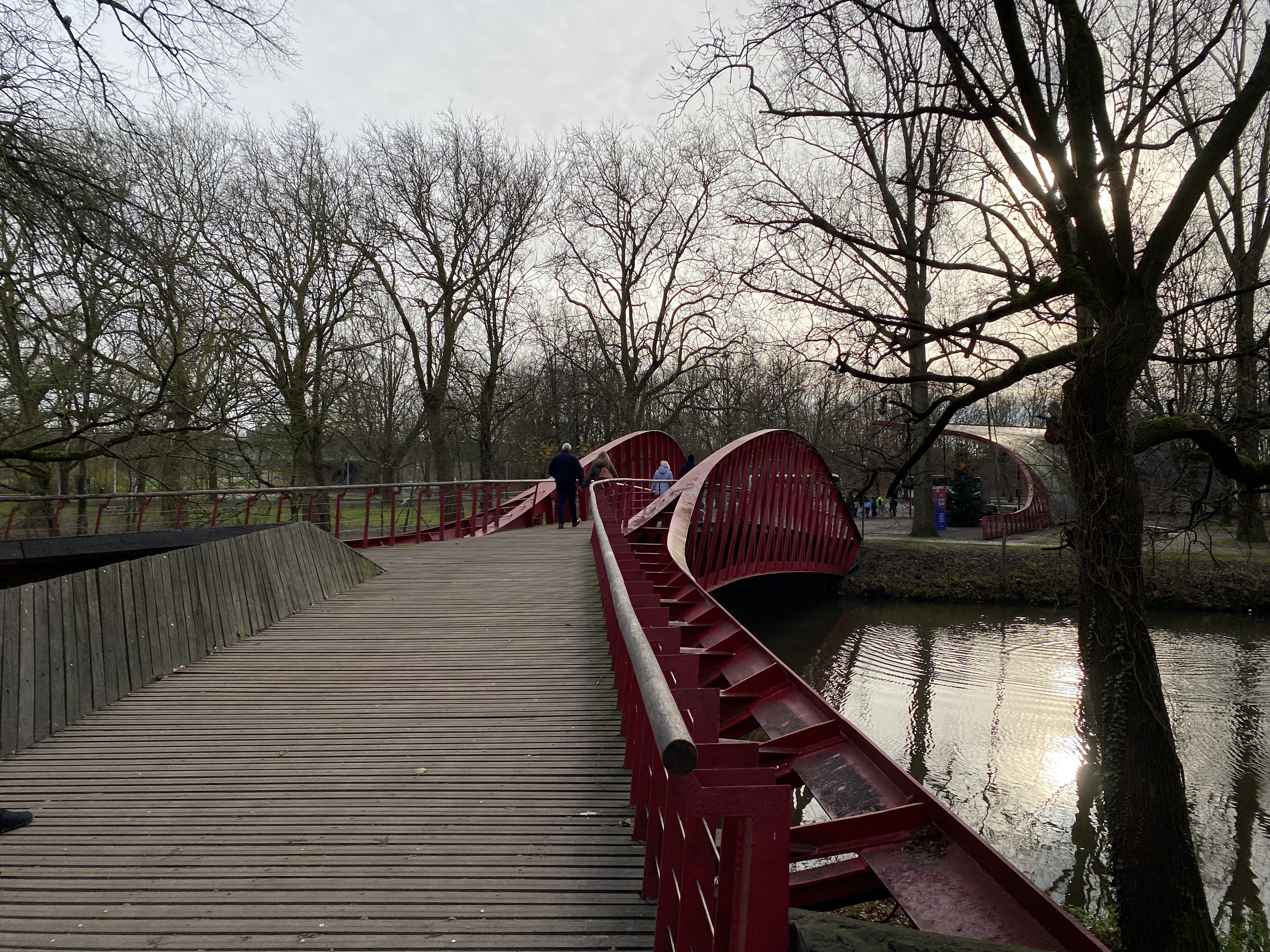
Bargebrug
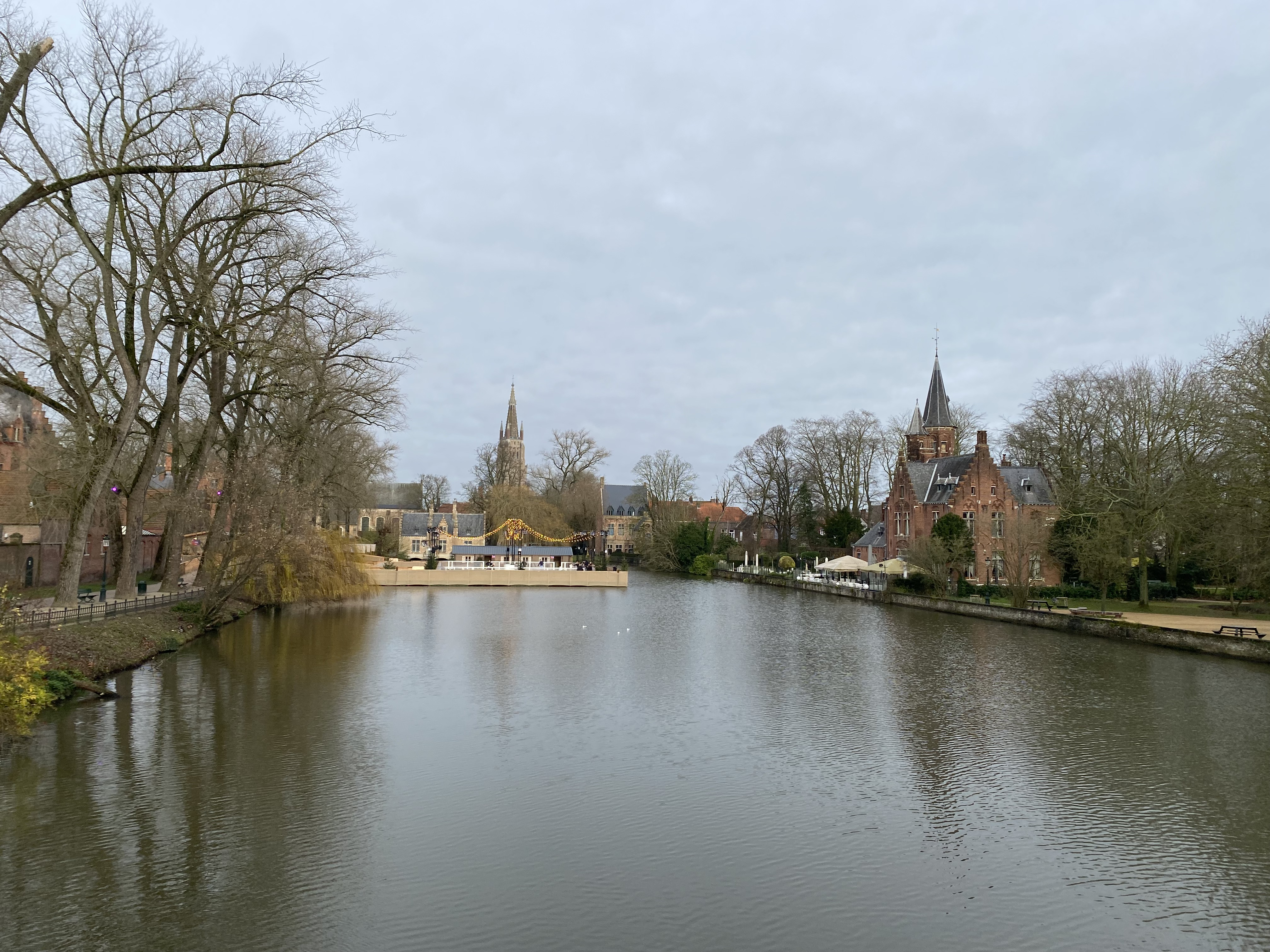
Minnewater
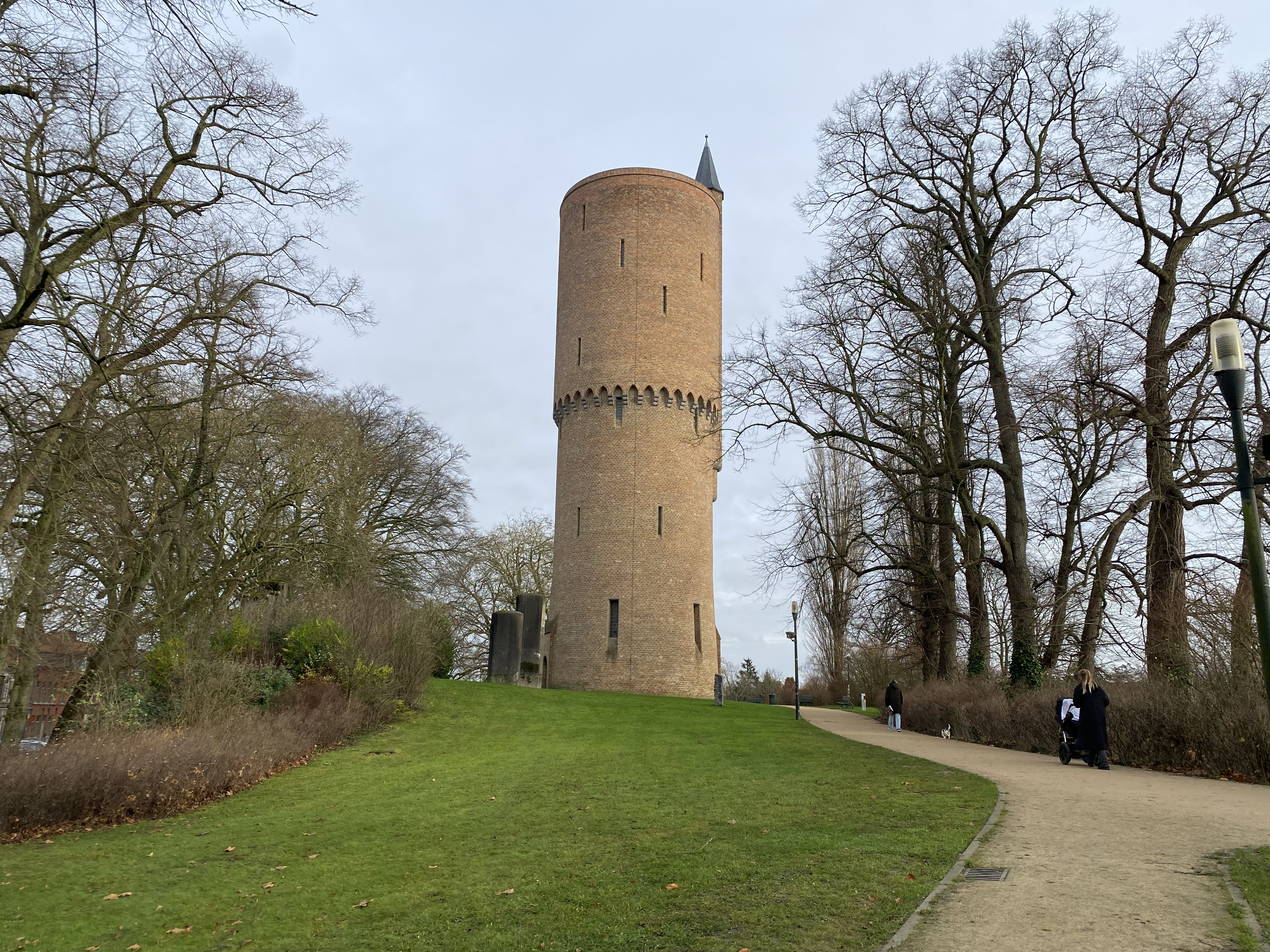
Watertoren Gentpoortvest
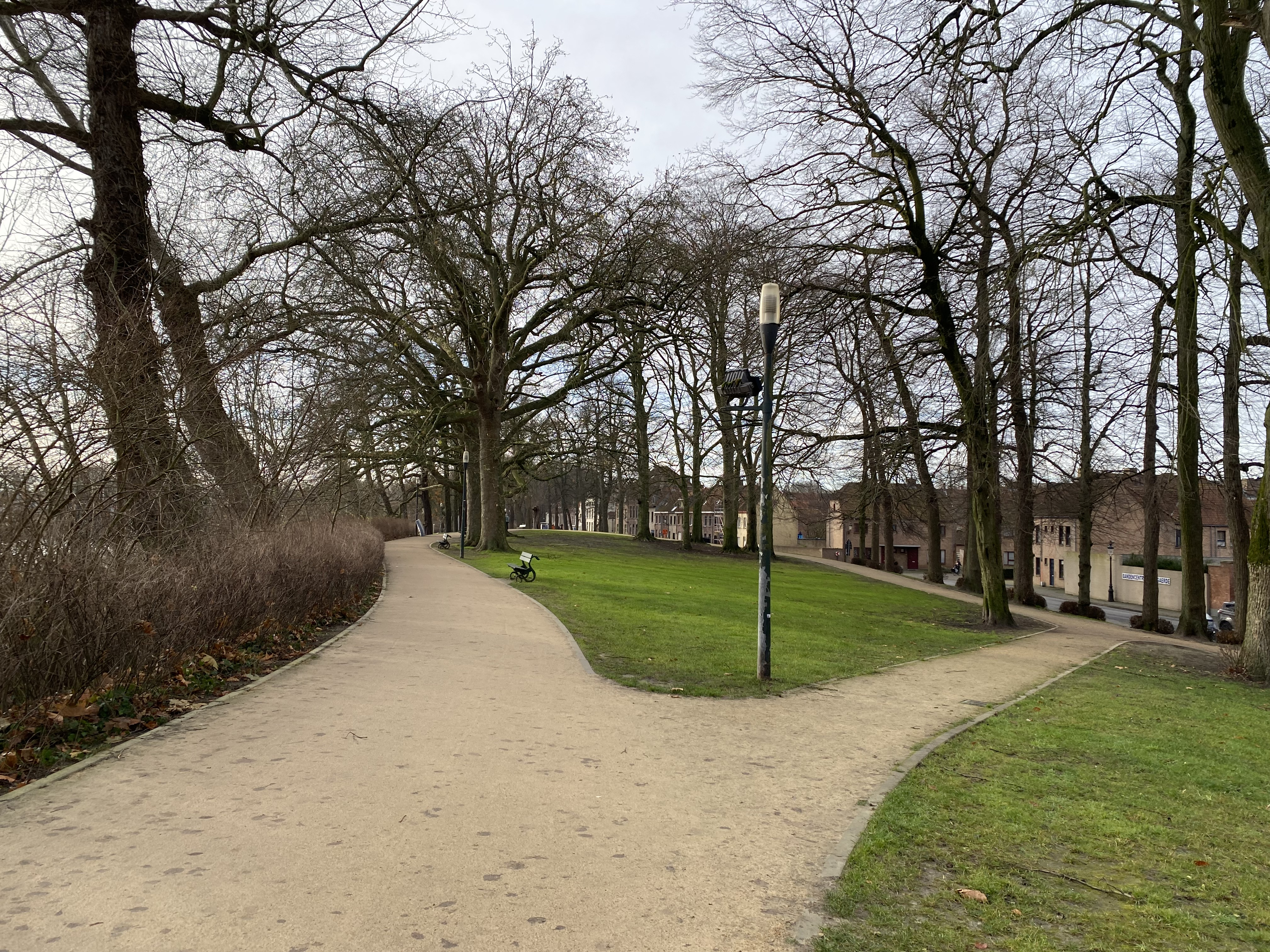
Gentpoortvest
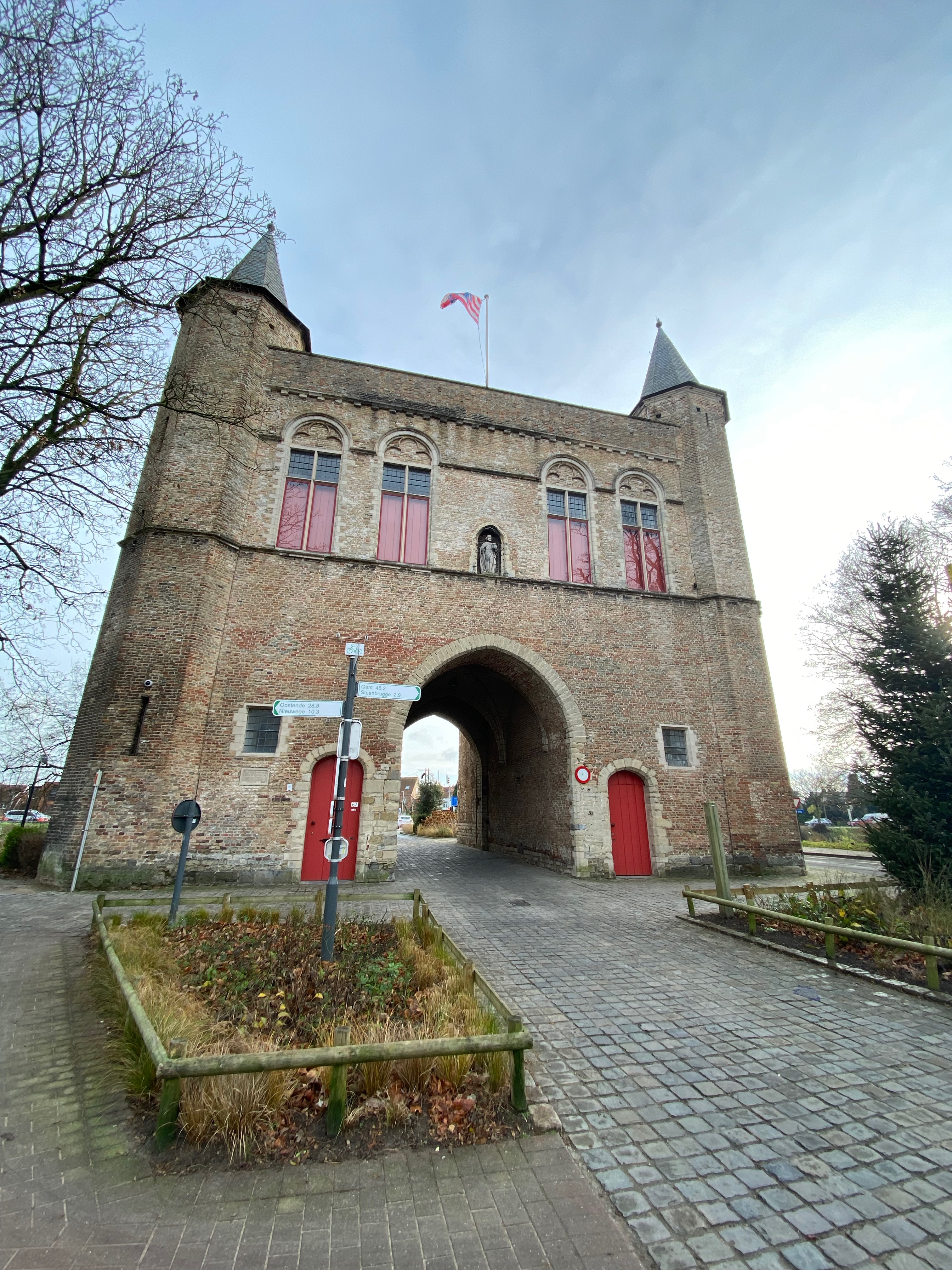
Gentpoort achterkant
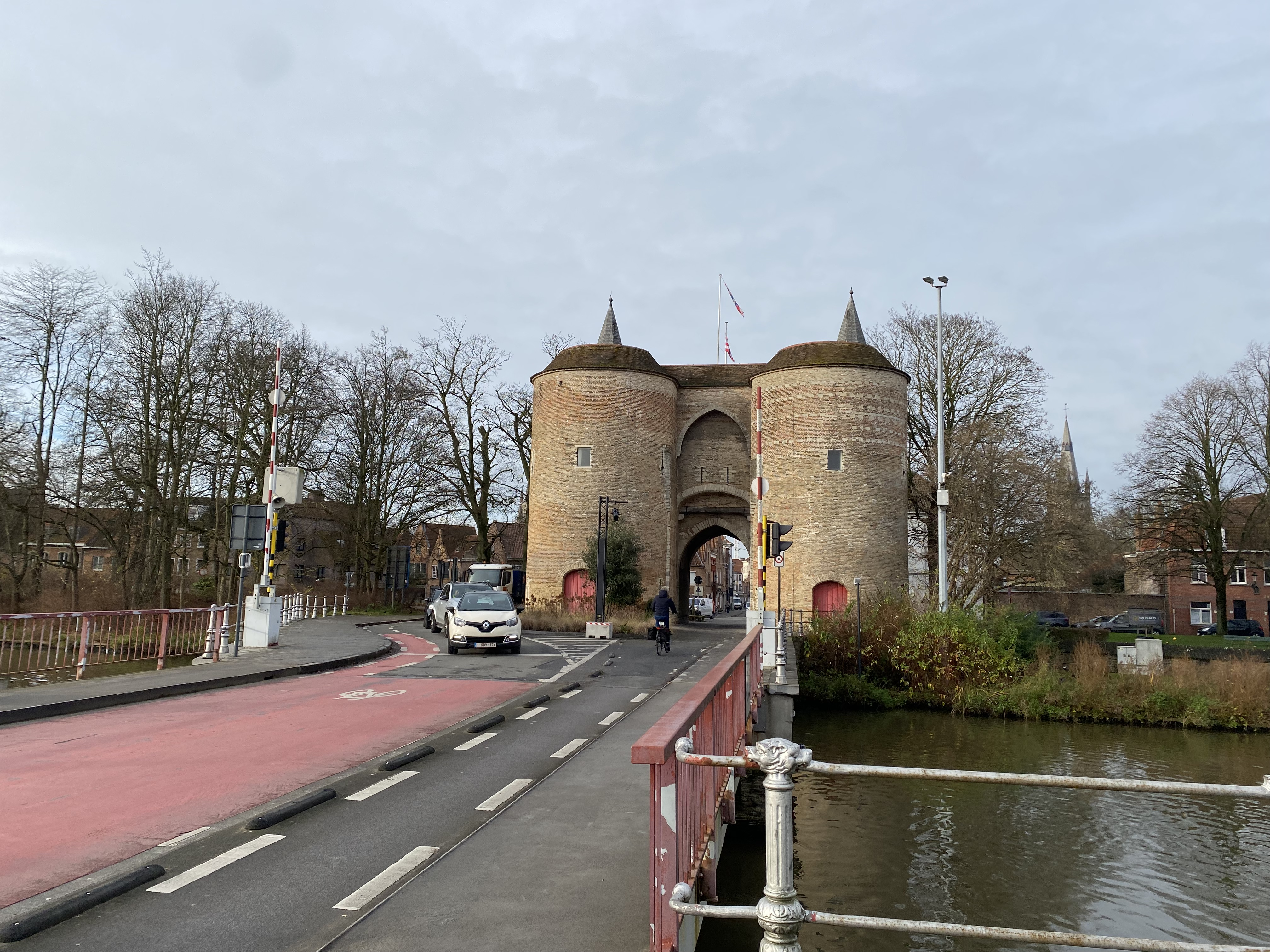
Gentpoort voorkant
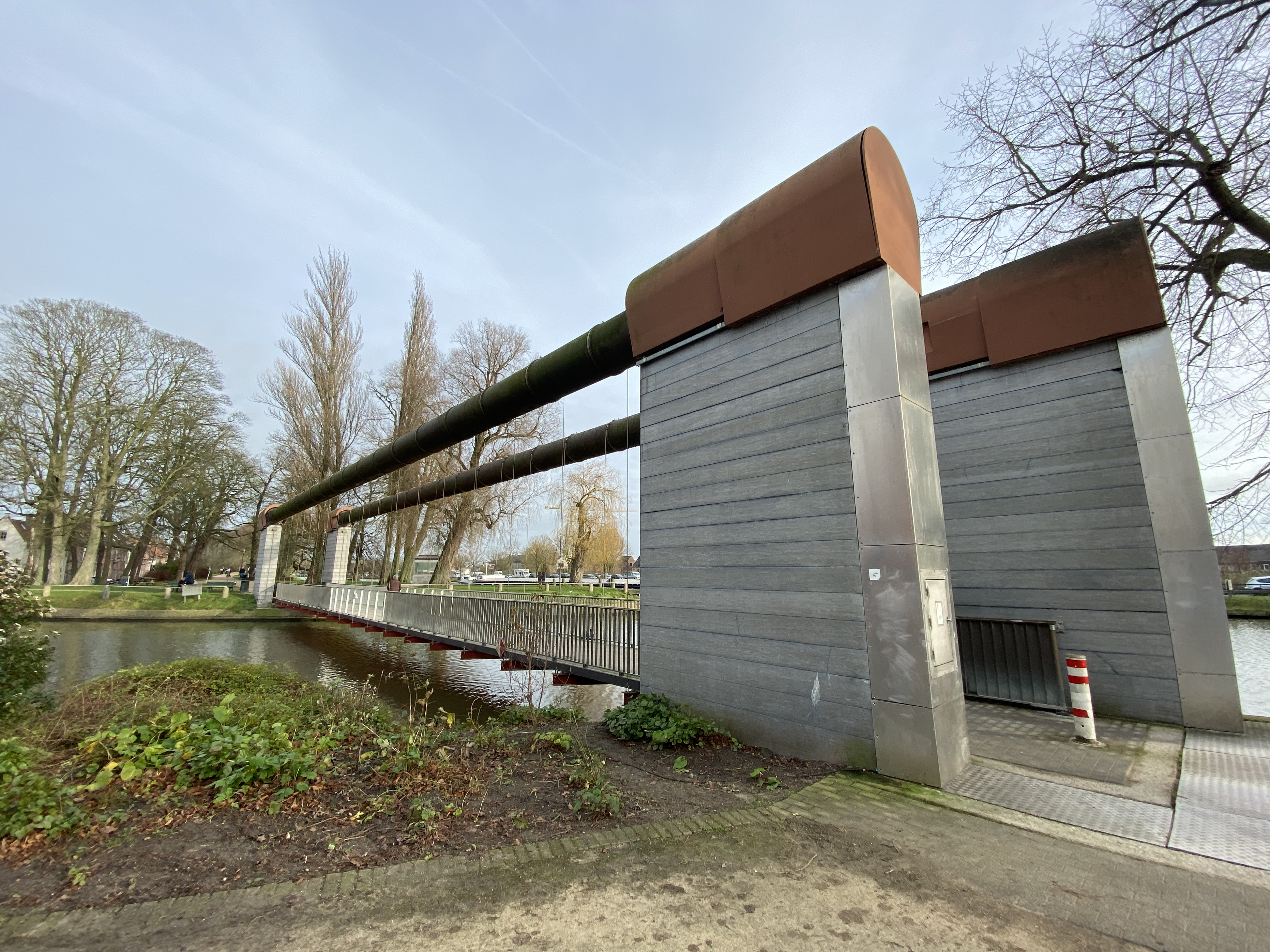
Conzettbrug
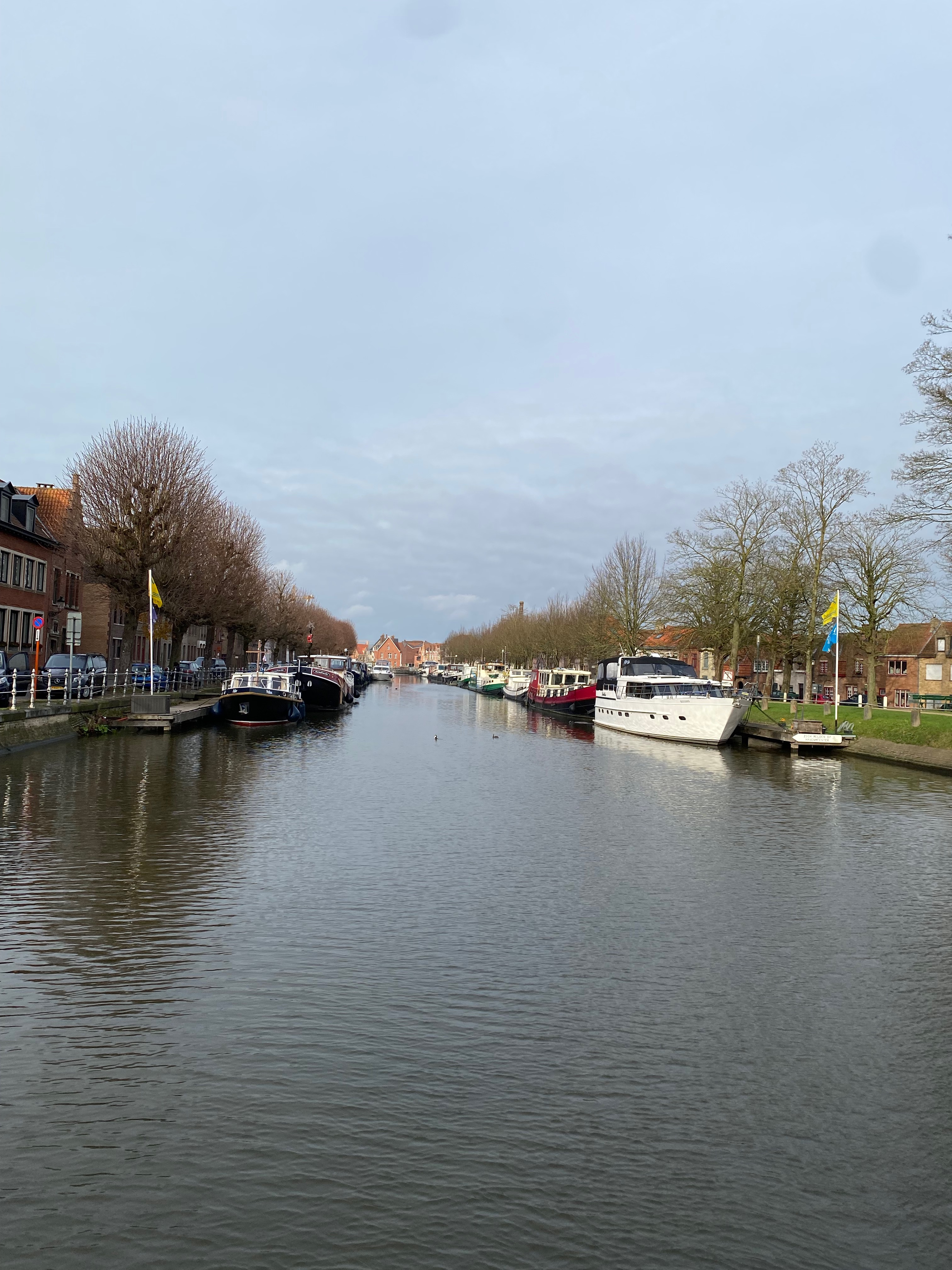
CoupureBrugge
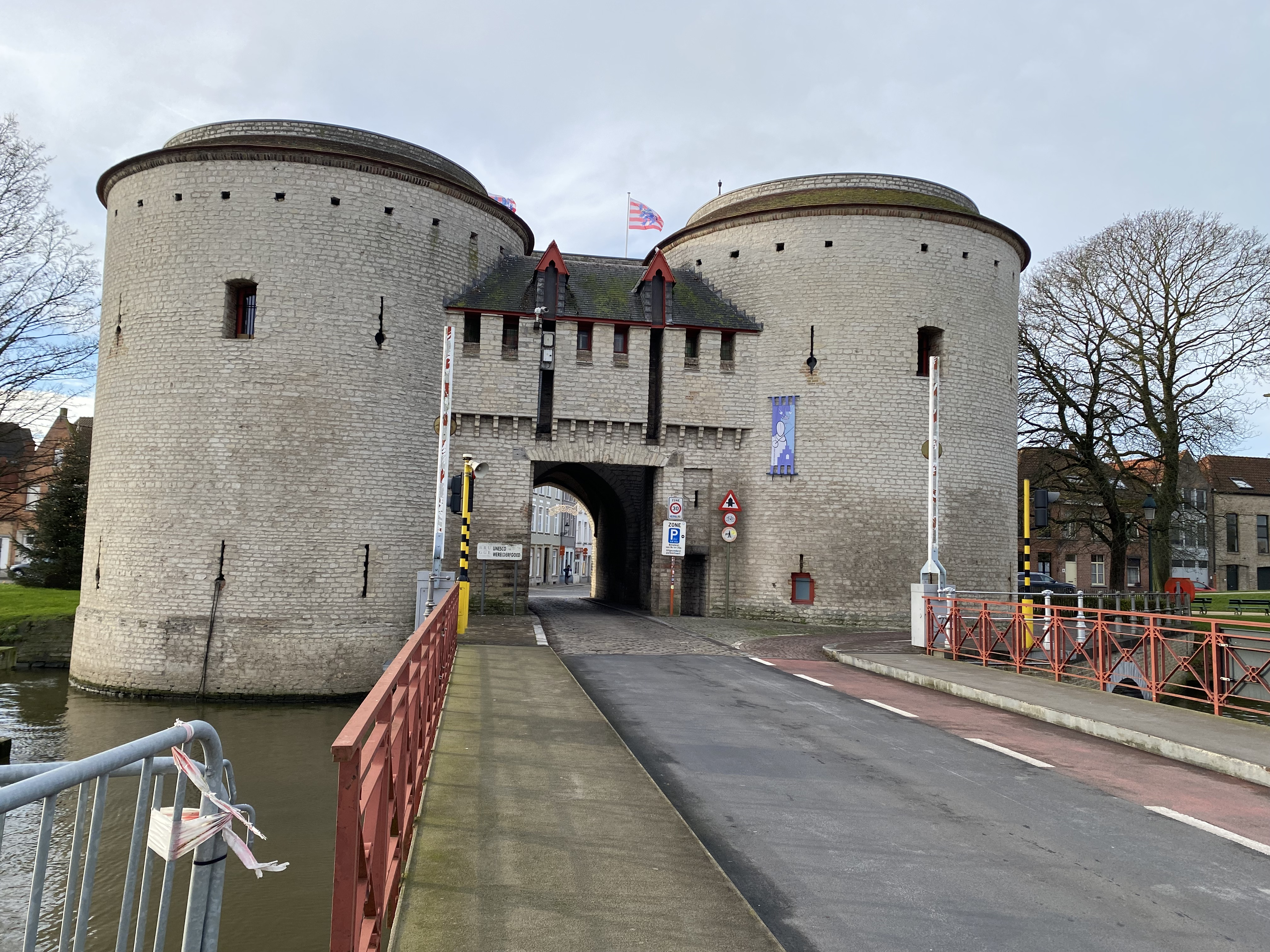
Kruispoort 1-brug
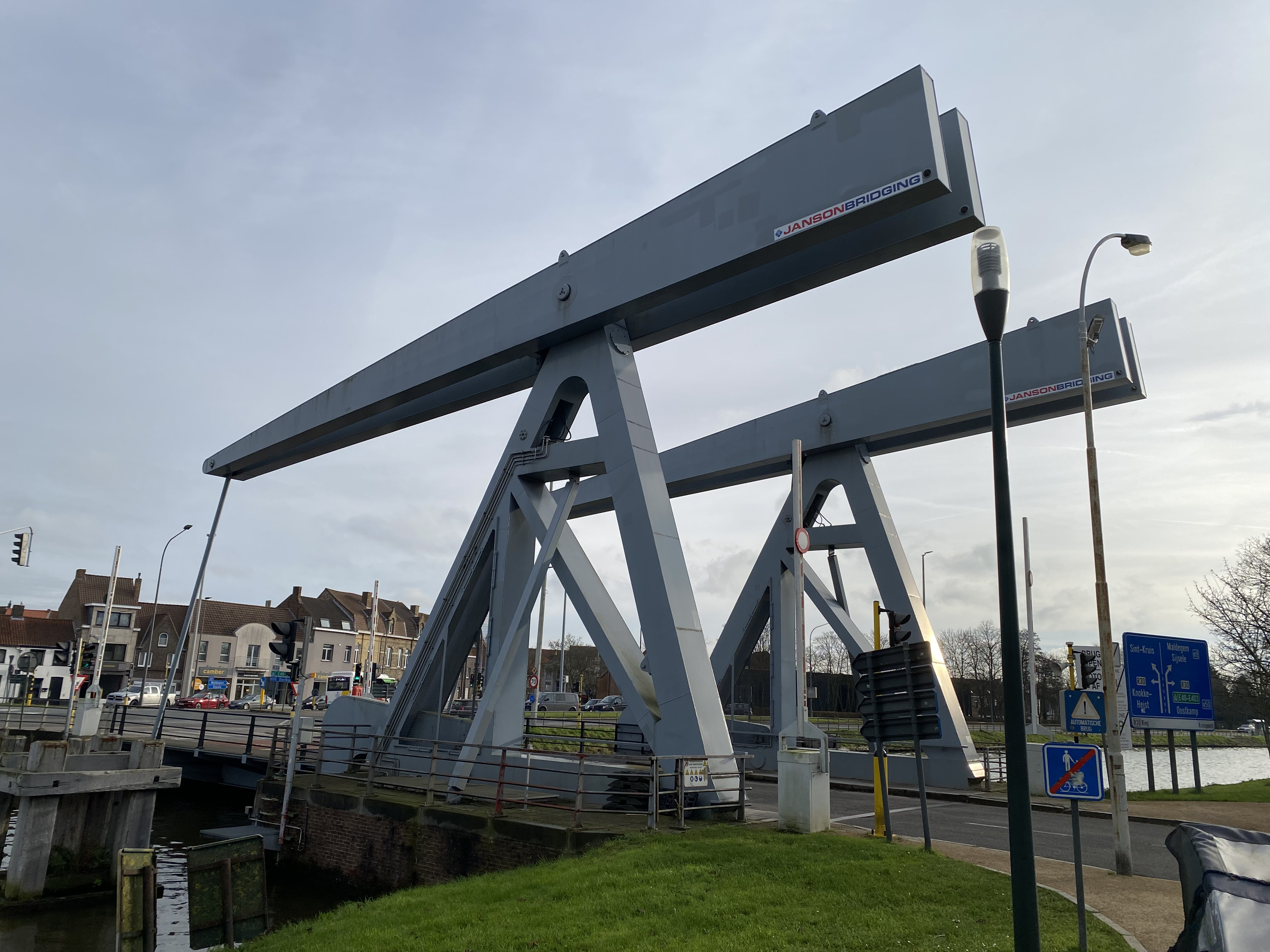
Tijdelijke kruispoort 2
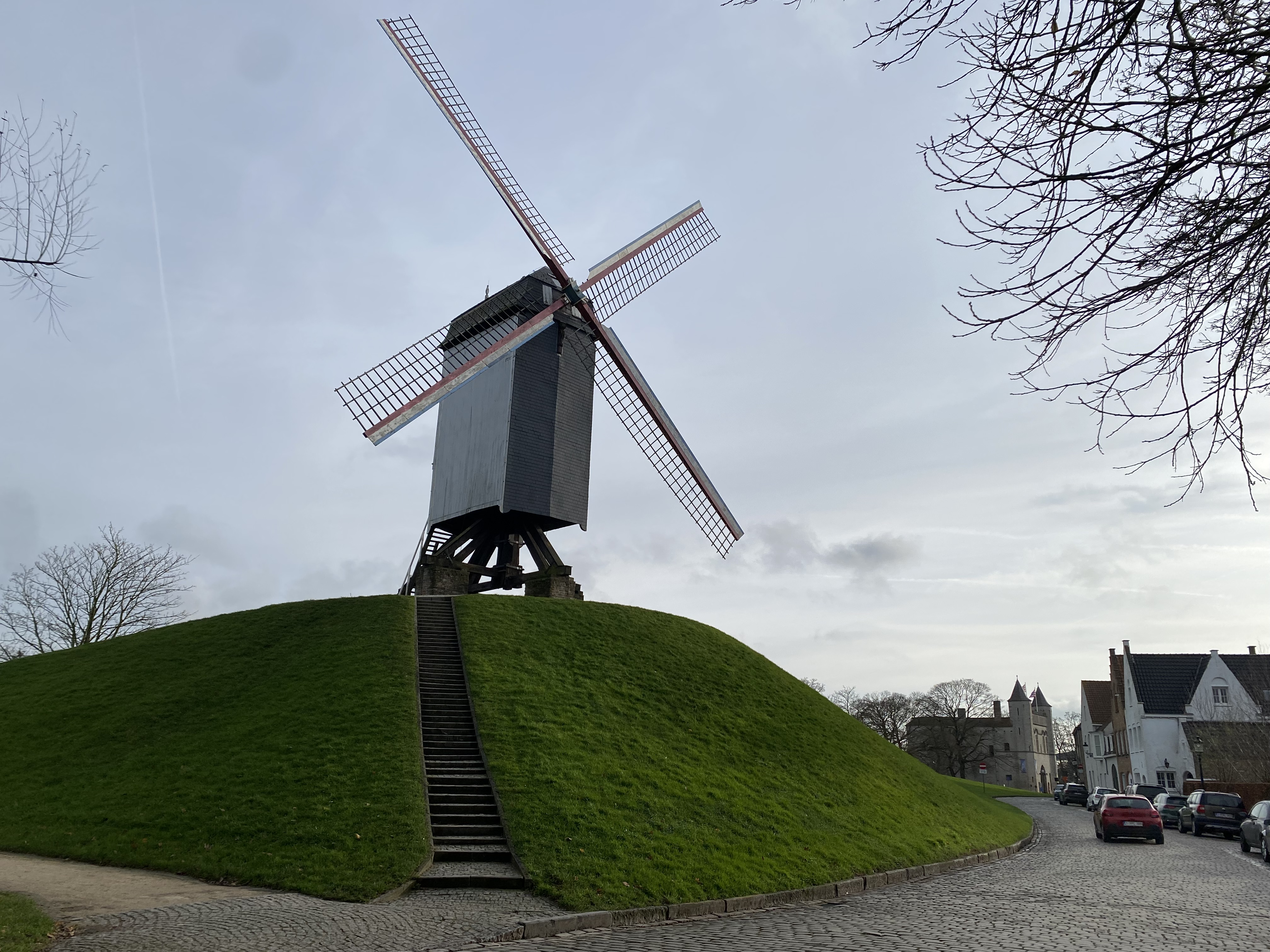
Bonne-Chièremolen
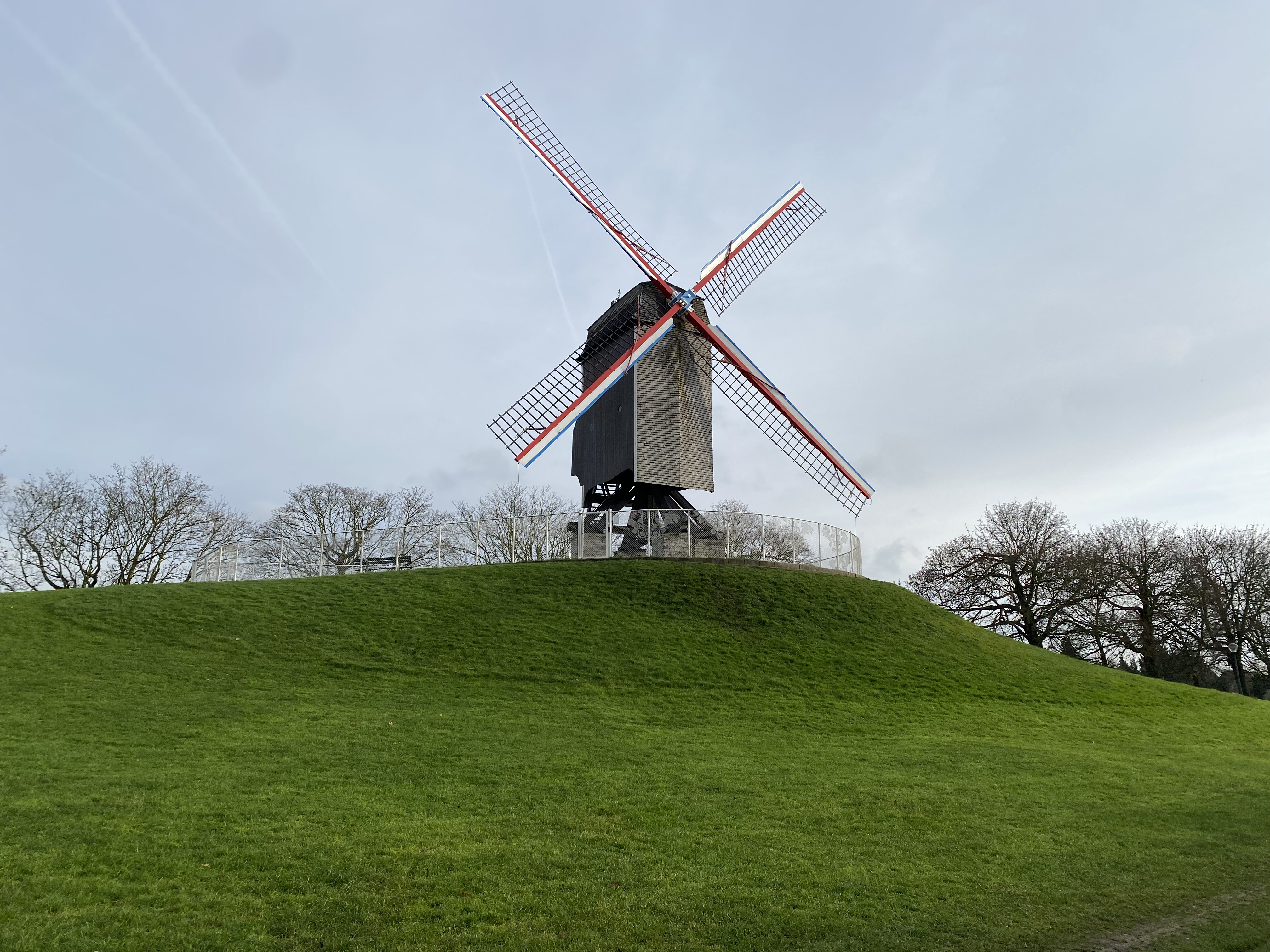
Sint-Janshuismolen
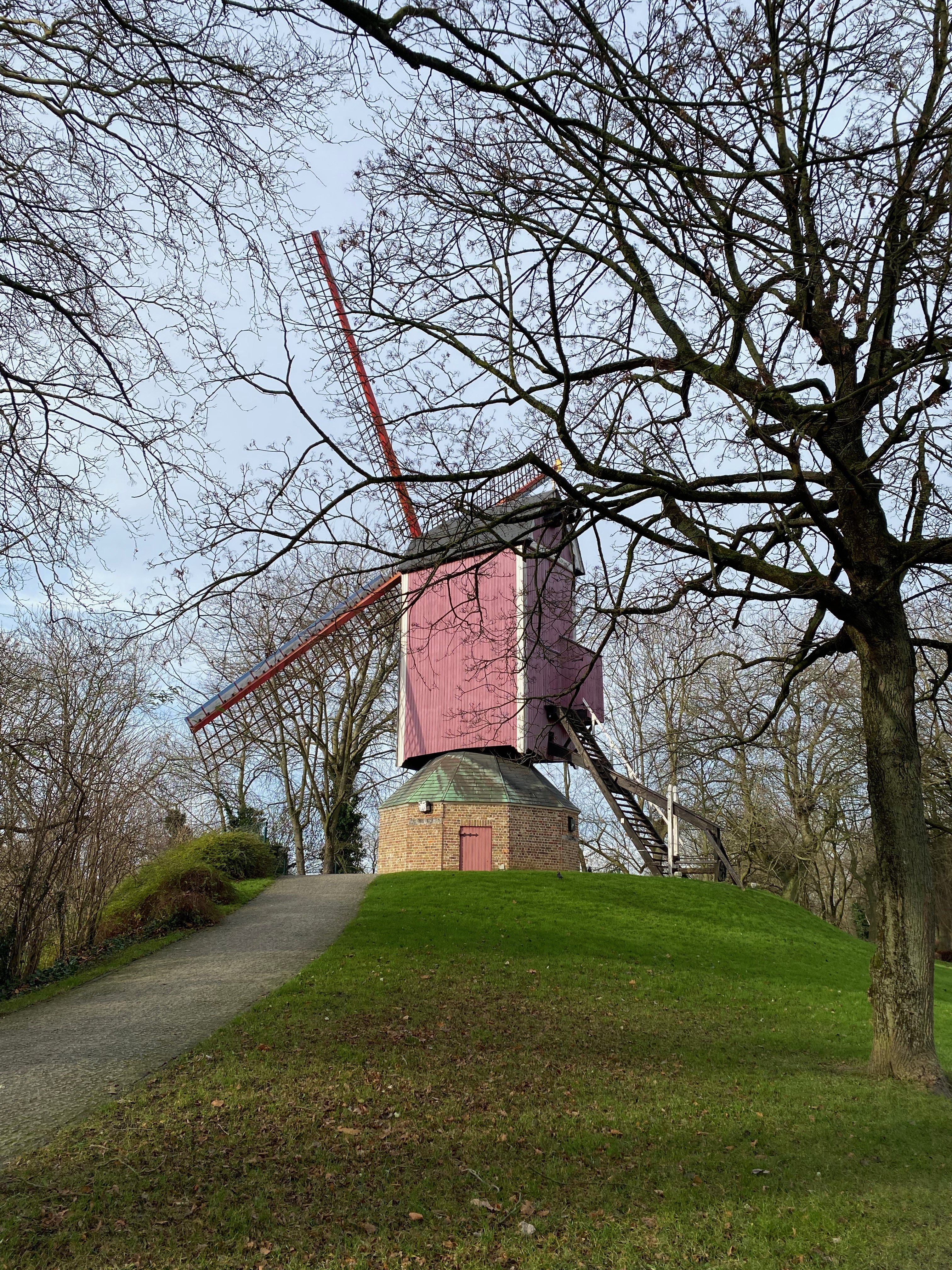
Nieuwe Papegaai
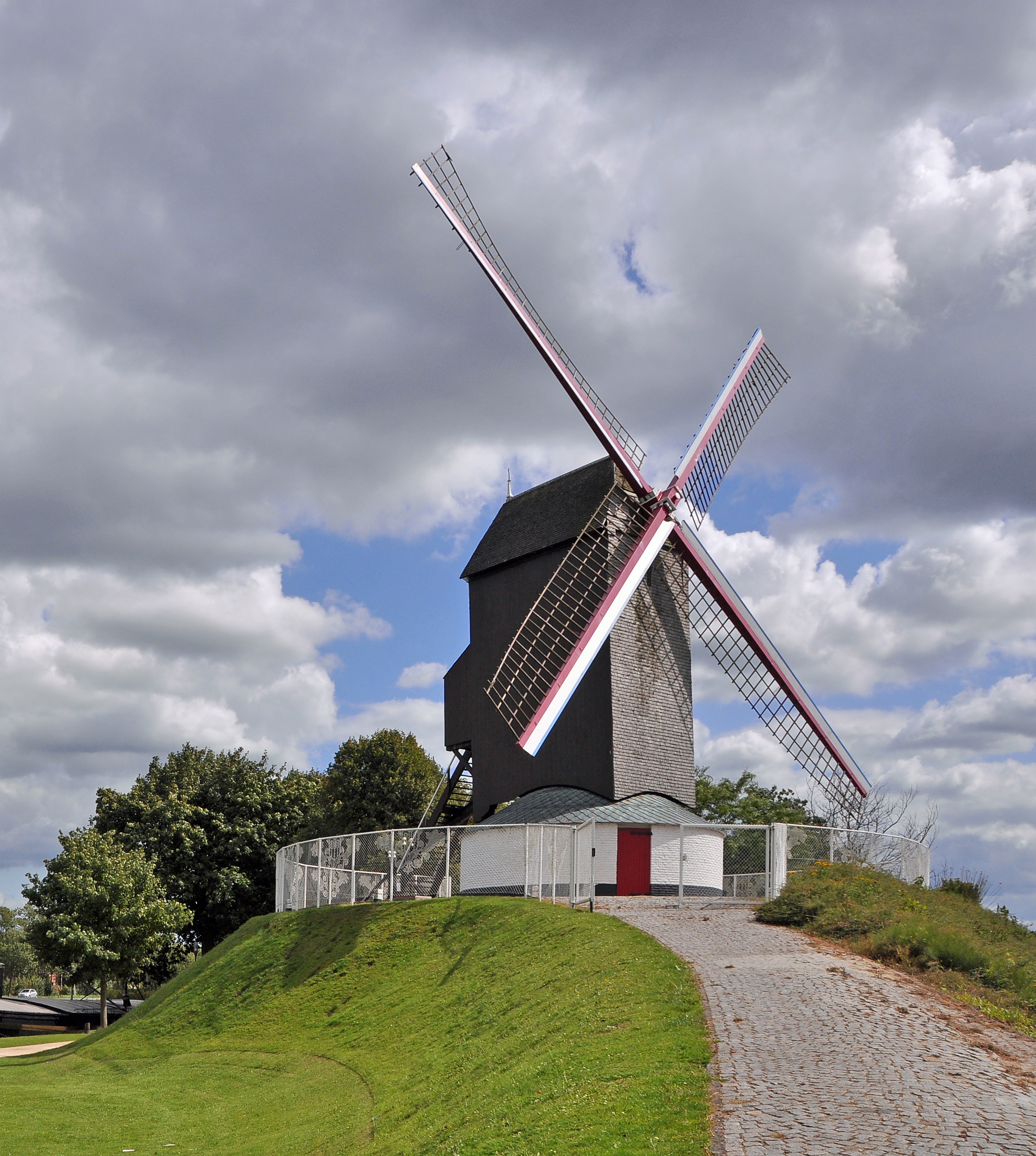
Koeleweimolen